# Britta Sandberg
Britta Sandberg (* 1963) ist eine deutsche Journalistin. Die ehemalige Leiterin des Auslandsressorts des Spiegel ist Korrespondentin des Nachrichtenmagazins in Paris.

## Werdegang
Britta Sandberg studierte Politikwissenschaft, Geschichte und Amerikanistik an der Universität München und dem Institut d’études politiques de Paris. Zu Beginn ihrer journalistischen Laufbahn war sie für Radio France Internationale in Paris sowie die Süddeutsche Zeitung und den Bayerischen Rundfunk in München tätig. Ab 1990 arbeitete Sandberg bei Spiegel TV, zunächst als Reporterin, später als Moderatorin und leitende Redakteurin von Spiegel TV Reportage und Spiegel TV Magazin. 2006 wechselte sie zum Auslandsressort des Spiegel. 2012 erhielt sie als erste Frau in der Geschichte des Nachrichtenmagazins die Leitung eines politischen Ressorts übertragen und führte bis 2019 das Auslandsressort. Seither ist sie als außenpolitische Korrespondentin des Spiegel in Paris tätig.

## Bücher
- Côte d'Azur. 5., aktualisierte Auflage. DuMont Reiseverlag Ostfildern 2016, ISBN 978-3-7701-7359-4.